# Bussèiras de Pionçac
Bussières és un municipi francès situat al departament del Puèi Domat i a la regió d'Alvèrnia-Roine-Alps. L'any 2007 tenia 108 habitants.

## Demografia

### Població
El 2007 la població de fet de Bussières era de 108 persones. Hi havia 44 famílies de les quals 16 eren unipersonals (8 homes vivint sols i 8 dones vivint soles), 12 parelles sense fills, 8 parelles amb fills i 8 famílies monoparentals amb fills.
La població ha evolucionat segons el següent gràfic:
Habitants censats

### Habitatges
El 2007 hi havia 97 habitatges, 46 eren l'habitatge principal de la família, 23 eren segones residències i 28 estaven desocupats. 93 eren cases i 4 eren apartaments. Dels 46 habitatges principals, 39 estaven ocupats pels seus propietaris, 7 estaven llogats i ocupats pels llogaters i 1 estava cedit a títol gratuït; 1 tenia dues cambres, 4 en tenien tres, 9 en tenien quatre i 33 en tenien cinc o més. 44 habitatges disposaven pel capbaix d'una plaça de pàrquing. A 19 habitatges hi havia un automòbil i a 18 n'hi havia dos o més.

### Piràmide de població
La piràmide de població per edats i sexe el 2009 era:
| Homes | Edats   | Dones |
| ----- | ------- | ----- |
| 0     | 95 o +  | 0     |
| 0     | 90 a 94 | 0     |
| 4     | 85 a 89 | 12    |
| 0     | 80 a 84 | 0     |
| 4     | 75 a 79 | 4     |
| 0     | 70 a 74 | 0     |
| 4     | 65 a 69 | 12    |
| 8     | 60 a 64 | 4     |
| 8     | 55 a 59 | 4     |
| 0     | 50 a 54 | 4     |
| 0     | 45 a 49 | 4     |
| 0     | 40 a 44 | 0     |
| 4     | 35 a 39 | 4     |
| 4     | 30 a 34 | 0     |
| 16    | 25 a 29 | 0     |
| 0     | 20 a 24 | 0     |
| 0     | 15 a 19 | 0     |
| 0     | 10 a 14 | 0     |
| 0     | 5 a 9   | 0     |
| 0     | 0 a 4   | 4     |

## Economia
El 2007 la població en edat de treballar era de 63 persones, 42 eren actives i 21 eren inactives. Les 42 persones actives estaven ocupades(27 homes i 15 dones).. De les 21 persones inactives 7 estaven jubilades, 7 estaven estudiant i 7 estaven classificades com a «altres inactius».
Activitats econòmiques
Dels 6 establiments que hi havia el 2007, 2 eren d'empreses de construcció, 1 d'una empresa de comerç i reparació d'automòbils, 1 d'una empresa de transport i 2 d'empreses financeres.
L'únic servei als particulars que hi havia el 2009 era un paleta.
L'any 2000 a Bussières hi havia 17 explotacions agrícoles que ocupaven un total de 1.022 hectàrees.

## Poblacions més properes
El següent diagrama mostra les poblacions més properes.